# Jamaicana
Jamaicana är ett släkte av insekter. Jamaicana ingår i familjen vårtbitare.
Kladogram enligt Catalogue of Life:
| Jamaicana | \| \| Jamaicana flava \| \| \| \| \| \| Jamaicana subguttata \| \| \| \| \| \| Jamaicana unicolor \| \| \| \| |
|           | \| \| Jamaicana flava \| \| \| \| \| \| Jamaicana subguttata \| \| \| \| \| \| Jamaicana unicolor \| \| \| \| |
|           | Jamaicana flava                                                                                               |
|           | |
|           | Jamaicana subguttata                                                                                          |
|           | |
|           | Jamaicana unicolor                                                                                            |
|           | |